# Mecze reprezentacji Niemiec w piłce siatkowej mężczyzn prowadzonej przez Andreę Gianiego

## Oficjalne mecze międzynarodowe
| Nr   | Przeciwnik | Miejsce            | Data        | Wynik (Niemcy-przeciwnik)               | Impreza                                          | Raport |
| 2017 | 2017       | 2017               | 2017        | 2017                                    | 2017                                             | 2017   |
| ---- | ---------- | ------------------ | ----------- | --------------------------------------- | ------------------------------------------------ | ------ |
| 1    | Włochy     | Szczecin, (Polska) | 25 sierpnia | 3:2 (25:22, 21:25, 19:25, 25:19, 15:8)  | Mistrzostwa Europy 2017 - faza grupowa (Grupa B) |        |
| 2    | Czechy     | Szczecin, (Polska) | 27 sierpnia | 3:0 (25:19, 25:14, 25:20)               | Mistrzostwa Europy 2017 - faza grupowa (Grupa B) |        |
| 3    | Słowacja   | Szczecin, (Polska) | 28 sierpnia | 3:0 (25:18, 26:24, 25:23)               | Mistrzostwa Europy 2017 - faza grupowa (Grupa B) |        |
| 4    | Czechy     | Katowice, (Polska) | 31 sierpnia | 3:1 (25:22, 16:25, 25:23, 25:20)        | Mistrzostwa Europy 2017 - Ćwierćfinał            |        |
| 5    | Serbia     | Kraków, (Polska)   | 2 września  | 3:2 (24:26, 15:25, 25:18, 27:25, 15:13) | Mistrzostwa Europy 2017 - Półfinał               |        |
| 6    | Rosja      | Kraków, (Polska)   | 3 września  | 2:3 (19:25, 25:20, 22:25, 25:17, 13:15) | Mistrzostwa Europy 2017 - Finał                  |        |

## Bilans spotkań według imprezy
| Rok  | Turniej | Miejsce | Liczba meczów | Zwycięstwa | Porażki | Sety |
| ---- | ------- | ------- | ------------- | ---------- | ------- | ---- |
| 2017 | ME      | 2       | 6             | 5          | 1       | 12:7 |